# Steven McLean
Steven McLean (1981. április 1. –) skót nemzetközi labdarúgó-játékvezető.

## Pályafutása

### Nemzeti játékvezetés
A játékvezetői vizsgát 1997-ben tette le, 2003-ban lett országos, 2007-ben az I. Liga játékvezetője.

### Nemzetközi játékvezetés
A Skót labdarúgó-szövetség Játékvezető Bizottsága (JB) terjesztette fel nemzetközi játékvezetőnek, a Nemzetközi Labdarúgó-szövetség (FIFA) 2010-től tartotta nyilván bírói keretében. Több nemzetek közötti válogatott és klubmérkőzést vezetett. UEFA besorolás szerint a 3. kategóriába tevékenykedik.

#### Európa-bajnokság
Szerbia rendezte a 2011-es U17-es labdarúgó-Európa-bajnokságot, ahol az UEFA JB bíróként foglalkoztatta.
| Időpont         | Helyszín                      | Mérkőzés típusa        | Mérkőzés               | Eredmény |
| --------------- | ----------------------------- | ---------------------- | ---------------------- | -------- |
| 2011. május 3.  | Karađorđe Stadion, Újvidék    | selejtező (A. csoport) | Szerbia–Dánia          | 2 : 3    |
| 2011. május 6.  | FK Smederevo Stadion, Szendrő | selejtező (B. csoport) | Németország–Csehország | 1 : 1    |
| 2011. május 12. | Karađorđe Stadion, Újvidék    | egyik elődöntő         | Dánia–Németország      | 0 : 2    |

## Sportvezetőként
A skót JB Craig Thomson játékvezető társával kinevezte az új játékvezetők oktatási és felvételi albizottság tagjának.